# Catedral de Zadar
La catedral de Santa Anastasia de Zadar es la iglesia catedral de la ciudad de Zadar y la más grande de la región de Dalmacia en Croacia. Fue construida entre los siglos XII y XIV con estilo románico tardío y gótico. Es la catedral de la arquidiócesis de Zadar.

## Edificio
El edificio actual reemplazó en el siglo XII a una basílica paleocristiana de tres naves. La extraordinaria fachada es con total seguridad el elemento más destacado del conjunto. Fue erigida en el siglo XIII y recuerda la de la iglesia de San Crisogen de la misma ciudad y con la misma influencia toscana. El primer cuerpo está decorado con motivos típicamente románicos, mientras que el tímpano es del 1324. Dos rosetones decoran el portal de la fachada.
En el interior, la anchura de la nave resulta impresionante. La sillería del coro está profusamente decorada en estilo gótico flamígero típico de principios del siglo XV. También destaca el cimborrio y el primer mosaico cristiano en la sacristía.